# Funaria mayottensis
Funaria mayottensis là một loài Rêu trong họ Funariaceae. Loài này được (Besch.) Broth. mô tả khoa học đầu tiên năm 1904.